# Actinopus obrerografico
Espèce
Actinopus obrerografico est une espèce d'araignées mygalomorphes de la famille des Actinopodidae.

## Distribution
Cette espèce est endémique de la province de Buenos Aires en Argentine,. Elle se rencontre vers Bahía Blanca.

## Description
Le mâle holotype mesure 9,42 mm et la femelle paratype 16,69 mm.

## Systématique et taxinomie
Cette espèce a été décrite par Nicoletta, Soresi et Ferretti en 2025.

## Publication originale
- Nicoletta, Soresi & Ferretti, 2025 : « Taxonomy, molecular phylogeny and distribution of Actinopus Perty, 1833 (Araneae: Actinopodidae) in central Argentina. » Zoologischer Anzeiger, vol. 317, p. 33-44.